# 鉄道ニュース546
鉄道ニュース546（てつどうニュース546）は、スカパー!プレミアムサービス 鉄道チャンネルで2014年11月7日から2017年3月30日まで放送していた30分の鉄道情報番組、情報特急546終了以来2年ぶりとなる情報番組である。ネット配信も同時に行われていた。

## 出演者

### MC
- 三浦友里（鉄道チャンネルMC） 鉄道チャンネル担当。2014年11月7日（第1回）〜2016年8月26日（第88回）
- 近藤智美（鉄道チャンネルMC）（三浦の後任）2016年9月2日（第89回）、2016年10月6日（第94回）〜2017年3月
- 久野知美（鉄道アナウンサー）2016年9月9日（第90回）
- 木村裕子（鉄道アイドル）2016年9月16日（第91回）
- 葉月沙耶（ステーション♪）2016年9月23日（第92回）
- 吉田ひなの（鉄道模型女子）2016年9月30日（第93回）

### コメンテーター
- 渡辺雅史（ライター）2014年11月14日（第2回）～2017年3月
- 梅原淳（鉄道ジャーナリスト）2014年12月19日（第7回）、2016年8月5日（第85回）

## スタッフ
- 企画・プロデューサー：山守文雄

## 放送時間
- スカパー!プレミアムサービス鉄道チャンネル
  - 毎週木曜12:30 - 13:00（生放送）（2016年10月 - ）
  - 毎週木曜23:00 - 23:30（再放送）（2016年10月 - ）
  - 毎週金曜6:30 - 7:00（再放送）（2016年10月 - ）

- 過去の放送日時
  - 毎週金曜17:30 - 18:00（生放送）（2014年11月 - 2016年9月）
  - 毎週金曜24:00 - 24:30（再放送）（2015年6月 - 2016年9月）
  - 毎週土曜8:00 - 8:30（再放送）（2015年5月9日 - 2016年9月）
  - 毎週土曜21:30 - 22:00（再放送）（2016年3月5日 - 不明）

- AbemaTV FRESH! (アベマティーヴィー フレッシュ)
  - 毎週金曜17:30 - 18:00（スカパー！プレミアム放送と同時生放送 タイムシフトあり
  - 2016年2月12日からAbemaTV FRESH!でネット放送を開始。以前はUstreamでの同時生放送を行っていた。

## レギュラーコーナー
- 渡辺雅史の今乗りたい列車
  - レギュラーコメンテーター渡辺雅史による、奥深い時刻表の読み解きコーナー。
  - YouTubeにアーカイブが掲載されている。

## ゲスト
毎回最新情報に合わせたゲストを招いて特集的に情報を提供している。
1. 2014年11月07日 西日本旅客鉄道（JR西日本） 東安志
2. 2014年11月14日 音楽館 横尾真梨子
3. 2014年11月21日 JTBパブリッシング 大内学
4. 2014年11月28日 静岡鉄道 吉林史仁
5. 2014年12月05日 京浜急行電鉄 飯島学
6. 2014年12月12日 千葉都市モノレール 小見隆一
7. 2014年12月19日 鉄道写真家 広田尚敬
8. 2015年01月09日 書泉グランデ 広瀬祐理
9. 2015年01月16日 スギテツ 杉浦哲郎
10. 2015年01月23日 伊豆急ホールディングス 比企恒裕
11. 2015年01月30日 いすみ鉄道 鳥塚亮
12. 2015年02月06日 大井川鐵道 山本豊福
13. 2015年02月13日 東洋経済新報社 大坂直樹
14. 2015年02月20日 東京メトロコマース 益子剛
15. 2015年02月27日 新京成電鉄 小代峻裕
16. 2015年03月06日 トミーテック 鈴木雅之
17. 2015年03月20日 近畿日本鉄道 福原稔浩
18. 2015年03月27日 道南いさりび鉄道 勝又康郎
19. 2015年04月03日 横浜シーサイドライン額田彩子
20. 2015年04月10日 西武鉄道 手老善
21. 2015年04月17日 フォトライター 栗原景
22. 2015年04月24日 総合車両製作所 海江田広
23. 2015年05月01日 京浜急行電鉄 飯島学
24. 2015年05月08日 ひたちなか海浜鉄道 吉田千秋
25. 2015年05月15日 南海電気鉄道 渡邊浩伸
26. 2015年05月22日 東京メトロ 桑村正吾
27. 2015年05月29日 横浜シーサイドライン キャンペーンガール 安部なみ、小林玖美子、榊原希
28. 2015年06月05日 箱根登山鉄道 大谷龍二
29. 2015年06月12日 イカロス出版 戸部勲
30. 2015年06月19日 静岡鉄道 吉林史仁
31. 2015年06月26日 京都丹後鉄道 坂本亮
32. 2015年07月03日 ネコ・パブリッシング 松沼猛
33. 2015年07月10日 青島文化教材社 堀田雅史
34. 2015年07月17日 ほしあい眼科 星合繁
35. 2015年07月24日 岩倉高等学校 大日方樹
36. 2015年08月07日　タカラトミー 大伴貴広
37. 2015年08月14日 京王百貨店新宿店 高橋拓朗
38. 2015年08月21日 落語家 桂しん吉
39. 2015年08月28日 若桜鉄道 山田和昭
40. 2015年09月04日 東洋経済新報社 大坂直樹
41. 2015年09月11日 京浜急行電鉄 飯島学
42. 2015年09月18日 JTBパブリッシング 大内学
43. 2015年09月25日 東京モノレール 小林修司
44. 2015年10月02日 日本信号 濱元拓哉、横田早紀
45. 2015年10月09日 由利高原鉄道 春田啓郎
46. 2015年10月16日 原鉄道模型博物館 原健人
47. 2015年10月23日 新京成電鉄 小代峻裕
48. 2015年10月30日 高尾登山電鉄 町田慎也
49. 2015年11月06日 明知鉄道 伊藤温子
50. 2015年11月13日 鉄道写真家 櫻井寛
51. 2015年11月20日 秩父鉄道 八戸一馬
52. 2015年11月27日 横浜シーサイドライン キャンペーンガール 安部なみ、柏原美紀
53. 2015年12月04日 総合車両製作所 海江田広、伊豆急行 比企恒裕
54. 2015年12月11日 鉄道アイドル 木村裕子
55. 2015年12月18日 鉄道少年団 宇田蛍介、澤裕太
56. 2015年12月25日 年末1時間拡大SP！ 梅原淳、櫻井寛、木佐貫洋、平野文
57. 2016年01月08日 カレーショップ ナイアガラ 内藤博敏、安井マリ
58. 2016年01月15日 空鉄写真家 吉永陽一
59. 2016年01月22日 鉄道博物館 入澤朋子
60. 2016年01月29日 トミーテック  鈴木雅之
61. 2016年02月05日 由利高原鉄道 春田啓郎
62. 2016年02月12日 えちごトキめき鉄道 池田香羊
63. 2016年02月19日 大井川鐵道 山本豊福
64. 2016年02月26日 オークコーポレーション 那須雄一
65. 2016年03月04日 バー銀座シュッシュッポポン 長澤隆之、滝口果歩
66. 2016年03月11日 電車とバスの博物館 吉村俊彦
67. 2016年03月18日 書泉グランデ 広瀬祐理
68. 2016年04月01日 静岡鉄道 吉林史仁
69. 2016年04月08日 スギテツ 杉浦哲郎
70. 2016年04月15日 関東鉄道 関東鉄道レールメイト 守谷小絹、元レールメイト 筑峯紫穂
71. 2016年04月22日 東洋経済新報社 大坂直樹
72. 2016年05月06日 横浜シーサイドライン  額田彩子、柿沢紗也香
73. 2016年05月13日 山万 吉田秀彰
74. 2016年05月20日 京浜急行電鉄  高橋太一、飯島学
75. 2016年05月27日 ひたちなか海浜鉄道 吉田千秋
76. 2016年06月03日 西武鉄道 川崎範雄
77. 2016年06月10日 伊豆急行 比企恒裕
78. 2016年06月17日 小田急電鉄 高橋洋一、冨田実芳
79. 2016年06月24日 ほしあい眼科 星合繁
80. 2016年07月01日 南海電気鉄道 田邉稚香子
81. 2016年07月08日 地下鉄博物館 米島賢二、阿部宏美
82. 2016年07月15日 湘南モノレール 尾渡英生
83. 2016年07月22日 リトルTGV ねこさん、らんさん
84. 2016年07月29日 東京メトロ 増澤富士雄、吉田基輝
85. 2016年08月05日 若桜鉄道 山田和昭
86. 2016年08月12日 鉄道写真家 屋鋪要

## 動画アーカイブ
放送終了後、YouTubeにニュースのタイトルごとにアーカイブ保存されている。

## 鉄道記者会見
2017年1月19日から鉄道ニュース546放送終了後の月1 木曜13:00 - 13:30に放送。鉄道ニュース546と同じく、近藤と渡辺が出演。毎回、鉄道会社等1社が記者会見し、その後、近藤と渡辺が質問する形式の番組。